# Mørke gravers kammer
Mørke gravers kammer är det tredje studioalbumet av det norska black metal-bandet Khold. Albumet utgavs 2004 av skivbolaget Candlelight Records.

## Låtlista
1. "Åtselgraver" – 3:49
2. "Død" – 3:49
3. "Niflheimr" – 2:53
4. "Hevnerske" – 3:58
5. "Med nebb og klør" – 3:37
6. "Mørke gravers kammer" – 4:29
7. "Opera Seria" – 3:53
8. "Sjeleskjender" – 4:32
9. "Vardøger" – 3:31
10. "Kamp" – 4:02

- Text: Hildr
- Musik: Khold

## Medverkande
Musiker (Khold-medlemmar)
- Gard (Sverre Stokland) – sång, gitarr
- Rinn (Geir Kildahl) – gitarr
- Grimd (Thomas Arnesen) – basgitarr
- Sarke (Thomas Berglie) – trummor

Produktion
- Khold – producent
- Lars Klokkerhaug – ljudtekniker, ljudmix
- Espen Berg – mastering
- Adrian Wear – omslagsdesign, omslagskonst
- Marcel Leliënhof – foto
- Hildr (Hilde Nymoen) – sångtexter